# 乌尔衮
乌尔衮（17世纪—1721年），博尔济吉特氏，蒙古巴林部人，清朝额驸。
他是札萨克多罗郡王鄂齐尔次子，固伦淑慧长公主孙，皇太极曾外孙。康熙三十年（1691年）6月，娶康熙帝女和硕荣宪公主，授和硕额驸。康熙四十三年（1704年）袭巴林部札萨克多罗郡王，康熙四十八年（1709年），荣宪公主进封固伦公主，乌尔衮加授固伦额驸。康熙五十六年（1717年），随同清军至阿尔泰防御准噶尔汗国策妄阿拉布坦。后来因母亲去世返还，康熙五十八年（1719年）跟随康熙帝第十四子允禵出征，和振武将军傅尔丹筹办军务。康熙六十年（1721年）逝世于军中。其子璘布。